# 反潛作戰巡防艦
反潛作戰巡防艦（英語：Anti-Submarine Warfare Frigate），為荷蘭與比利時聯合研製中的巡防艦，用以替換荷蘭皇家海軍和比利時海軍的卡雷爾·道爾曼級巡防艦。

## 歷史
反潛作戰巡防艦預計替代的卡雷爾·道爾曼級巡防艦最初全部在荷蘭建造，道爾曼級將於2020年代左右達到計劃的服役年限。然而，由於過去幾十年的荷蘭國防預算大幅削減和其他大型建軍計畫排擠，例如荷蘭皇家空軍的F-35採購計畫，荷蘭國防部沒有足夠資源用以建造新巡防艦，因此，現役道爾曼級的壽命已延長至2025年，但仍面臨艦上的裝備已經過時且不符合當前作戰需求的問題。如：道爾曼級僅攜帶16枚過時的RIM-7海麻雀防空飛彈，且不能換裝為ESSM Block 2飛彈，此外，只有1座守門員近迫武器系統，防禦能力僅限於舊型魚叉飛彈，OTO 76公釐火炮則不適合加裝如DART、Davide/STRALES或VULCANO等套件。

## 資料來源
1. ↑  Fiorenza, Nicholas. . www.janes.com. 29 May 2018  [29 May 2018]. （原始内容存档于29 May 2018） （English）.
2. ↑  Kuijpers, Dieuwertje. . Follow the Money. 5 November 2016  [12 April 2018]. （原始内容存档于2023-04-05） （Dutch）.
3. ↑  Karremann, "Marine wil van twee naar één soort fregat".

## 外部連結
- Karremann, Jaime. . marineschepen.nl.   [March 6, 2018]. （原始内容存档于2023-04-05） （Dutch）.
- Karremann, Jaime. . marineschepen.nl.   [March 6, 2018]. （原始内容存档于2023-04-05） （Dutch）.
- . marineschepen.nl.   [March 6, 2018]. （原始内容存档于2023-04-05） （Dutch）.
- Oosting, Antoon. . Maritiem Nederland.   [March 6, 2018]. （原始内容存档于May 7, 2017） （Dutch）.